# Lorrenzo Manzin
Lorrenzo Manzin (Saint-Denis, 26 de julio de 1994) es un ciclista profesional francés que desde 2020 corre para el equipo Team TotalEnergies.

## Palmarés
2015
- La Roue Tourangelle

2018
- 1 etapa del Tour de Limousin[3]

2019
- 2 etapas de la Tropicale Amissa Bongo
- Tour de Bretaña
- Gran Premio del Somme

2020
- 1 etapa de la Tropicale Amissa Bongo

2021
- Gran Premio Valencia

2022
- 1 etapa del Tour Poitou-Charentes en Nueva Aquitania

## Resultados en Grandes Vueltas
| Carrera | Carrera         | 2014 | 2015 | 2016  | 2017  | 2018 | 2019 | 2020  | 2021 | 2022 | 2023 | 2024 |
| ------- | --------------- | ---- | ---- | ----- | ----- | ---- | ---- | ----- | ---- | ---- | ---- | ---- |
|         | Giro de Italia  | —    | —    | —     | —     | —    | —    | —     | —    | ―    | ―    | ―    |
|         | Tour de Francia | —    | —    | —     | —     | —    | —    | —     | ―    | ―    | —    | ―    |
|         | Vuelta a España | —    | Ab.  | 149.º | 156.º | —    | —    | 133.º | ―    | ―    | —    | ―    |

—: no participa

Ab.: abandono

## Equipos
- FDJ.fr (stagiaire) (08.2014-12.2014)[1]
- FDJ (2015-2017)
- Vital Concept (2018-2019)
  - Vital Concept Cycling Club (2018)
  - Vital Concept-B&B Hotels (2019)
- Total (2020-)
  - Team Total Direct Énergie (2020-06.2021)
  - Team TotalEnergies (06.2021-)